# Goran Zlopaša
Goran Zlopaša (Split, 29. listopada 1964.) je bivši vratar Hajduka iz Splita i Splita.
Rodio se je u Splitu u radničkoj obitelji. Športsku karijeru počeo je u atletici kao trkač u splitskom ASK-u, klubu koji je trenirao na istom stadionu gdje i RNK Split. Privukao je pozornost atletskih trenera nakon izvrsne izvedbe na prvenstvu škola u atletici. Želja za trenirati nogomet prevladala je te se je javio Miliju Buttereru koji ga je stavio u napad. Unatoč tome šta je postigao dva pogotka na prvoj utakmici, Butterer je procijenio da je Zlopaša bolji za drugu poziciju, što se pokazalo točnim, kad je Zlopaša na jednoj utakmici stao na branku. Od tada je do kraja karijere Zlopaša bio vratar.
Zlopaša je u juniorima bio u Splitu i Hajduku. U Hajdukovim juniorima trenirao ga je Radomir Vukčević. U Splita je za Zlopašinu karijeru mnogo učinio Ljubo Križević, Slaven Kržišnik i Mile Viđak. U seniorima branio je u Hajduku, gdje je branio na tri utakmice. Bio je treći vratar, a više nije mogao napredovati, jer su ispred njega bili vrhunski golmani svjetske klase Zoran Simović i Ivan Pudar. Zlopaša je branio u ondašnjem drugoligašu Splitu, u Šibeniku a u inozemstvu je branio u Singapuru, gdje ga je odveo Ante Kuzmić Bekin.
U reprezentaciji je bio u omladinskim kategorijama, za vrijeme dok je izbornik bio Stevan Vilotić, a trener vratara Ilija Pantelić.
Zlopaša se nogometa ostavio 1990. godine.
Ljeta 1991. 21 pripadnik Hajduka uključio u obranu grada Splita ispred Lore, a imali su samo tri puške. Bili su to djelatnici Radne zajednice, treneri i prvotimci koji su čuvali poljudski stadion, Hajdukove objekte te organizirali pomoć za pripadnike pričuvnog sastava MUP-a i ZNG-a. U početku su djelovali samoorganizirano, a 10. kolovoza 1991. svi iz Hajduka koji su dotad bili samoorganizirani, formalno su se priključili 1. bojni 114. brigade HV-a. Djelovali su pri Brodosplitu. Goran Zlopaša je tad agresorska JRM pogodila snajperom pred ulazom u Hajduk, ispred doma Hajduka. Tako je ostalo zabilježeno da je u Domovinskom ratu baš pred Hajdukom ranjen prvi hrvatski vojnik u Splitu.
U Domovinskon ratu ostao je do poslije Oluje. 90%-tni je invalid.
Goran Zlopaša danas je predsjednik Udruge veterana Domovinskog rata Brodosplit i član Skupštine RNK Split. Bivši je čelnik splitske Hvidre (dva mandata). Na toj je dužnost došao iza pok. Andrije Bartulića.